# ブリット・フォンク
ブリット・フォンク（Britt Vonk、1991年4月11日 - ）は、オランダ・エンスヘデ出身の女子ソフトボール選手（内野手）。アスリーツ・アンリミテッド所属。ソフトボールオランダ代表。
2023年時点で、6度の世界選手権/ワールドカップ出場を含め、オランダ代表として200試合以上に出場している。

## 経歴
2005年、14歳の時にホーフトクラッセ（国内リーグ）の地元チームテックスタウン・タイガースでデビュー。
2008年、17歳でオランダ代表に初招集され、同年に開催された北京オリンピックにはオランダ選手団最年少で出場した。
大学時代はアメリカのカリフォルニア大学バークレー校（カリフォルニア・ゴールデンベアーズ）でプレー。オランダ人として初めてWCWSにも出場した。
2016年の世界選手権では、オランダ史上最高成績となる4位に躍進した。
2017年、アメリカNPFをスクラップ・ヤードのメンバーとして制覇。
2021年からアスリーツ・アンリミテッドに参戦。
2022年のヨーロッパ選手権では打率.520・3本塁打・7盗塁という成績を残し、同国を11回目（自身5回目）の優勝に導いた。
2025年、メキシコ・LMSのアルゴドネラス・デル・ウニオン・ラグーナに加入。

## 選手としての特徴
スピードとパワーに加え、リーダーシップも兼ね備えている。本職は遊撃手であるが内野の全ポジションをこなすことができる。

## 人物・エピソード
オランダの他にアメリカ（NCAA選手権、NPF、アスリーツ・アンリミテッド）、イタリア（セリエA1）、オーストラリア、メキシコ（LMS）でのプレー歴がある。2016年にはオーストラリア全国選手権で、2017年にはコッパ・イタリア（ボッラーテ）、NPF（スクラップ・ヤード）で優勝を経験している。ボッラーテではイタリア代表のグレタ・チェッケッティと、スクラップ・ヤードではアメリカ代表のモニカ・アボットとチームメイトであった。
13歳の時から背番号18を愛用している。これは当時鑑賞した映画「リプレイスメント」に登場するフットボールのスター選手の背番号にあやかったものである。
ブリット・フォンクの父テオ・フォンク、兄ミシェル・フォンクは、ともに元プロサッカー選手・指導者である。母は元プロ水球選手である。